# Zenometridae
Famille
Les Zenometridae sont une famille de comatules.

## Description et caractéristiques
Ces comatules ont un centrodorsal complètement creux, sans radial interne ou poches interradiales.

## Liste des genres
Selon World Register of Marine Species (17 juin 2014) :
- genre Psathyrometra AH Clark, 1907
  - Psathyrometra bigradata (Hartlaub, 1895)
  - Psathyrometra congesta AH Clark, 1908
  - Psathyrometra fragilis (AH Clark, 1907)
- genre Sarametra AH Clark, 1917
  - Sarametra triserialis (AH Clark, 1908)
- genre Zenometra AH Clark, 1907
  - Zenometra columnaris (Carpenter, 1881)

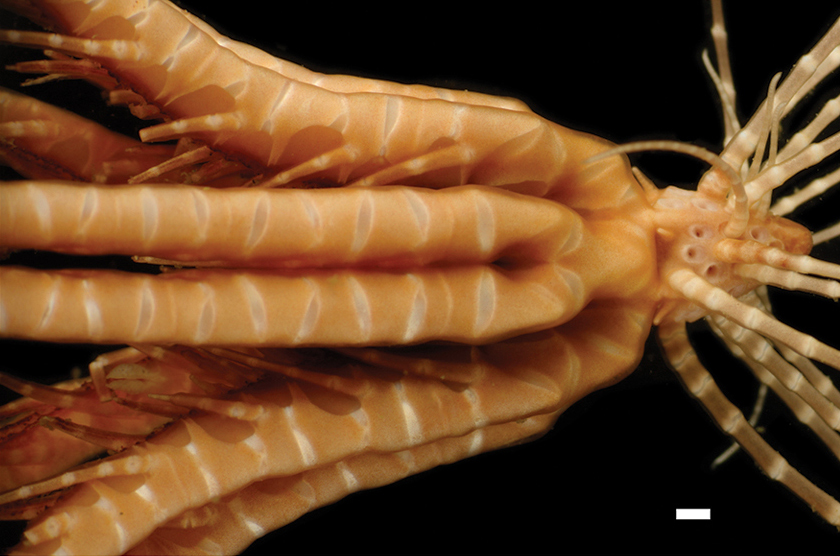
Psathyrometra cf. fragilis